# 大泉りか
大泉 りか（おおいずみ - 、1977年 - ）は、日本の小説家、エッセイスト。
東京都練馬区出身。跡見学園女子大学文学部美学・美術史学科卒業。風俗系出版社を経て、フリーの編集者・ライターとして活動。2004年、自伝的小説「FUCK ME TENDER」でデビュー。
小説家としては大泉りか名義で、ピンクローターズの活動の際は栗戸 理花（くりと りか）名義で活動する。

## 作品

### 書籍

#### 大泉りか名義
- FUCK ME TENDER（講談社、2004年10月）ISBN 4062120313
- サディスティック88（小学館 ガガガ文庫、2009年3月19日）ISBN 4094511245
- サディスティック88 PART.2（小学館 ガガガ文庫、2009年6月18日）ISBN 4094511407
- サディスティック88 PART.3（小学館 ガガガ文庫、2009年10月20日）ISBN 4094511660

- セク研!（小学館 ガガガ文庫、2010年5月18日）ISBN 4094512047

- セク研！2 (小学館　ガガガ文庫）

- セク研！3（小学館 ガガガ文庫、2011/5/18）

- 彼女が制服を脱いだら 清楚な学級委員と快活巨乳同級生と女教師 (リアルドリーム文庫  2012/8/24）

- もっとモテたいあなたに 女はこんな男に惚れる (文庫ぎんが堂、2013/12/8)

- ときめき軽音部　ヒミツの放課後レッスン (リアルドリーム文庫　2014/1/16）

- 性感ヨガレッスン～柔肌美女に囲まれて～ (リアルドリーム文庫)

- 誘惑カフェ 叔母・人妻・女子高生たちと蜜色バイト (リアルドリーム文庫  2014/5/22）

- 若妻誘惑ハーレム　桃色町内会へようこそ！ (リアルドリーム文庫)

- 女流作家が教える愛が深まる　ライトSM （スコラマガジン 電子書籍、2014/8/22）

- もっとセックスしたいあなたに (文庫ぎんが堂、2014/11/9）

- 夏色誘惑アイランド　艶色母娘とビーチラブ (リアルドリーム文庫)

- 女子会で教わる人生を変える恋愛講座（大和書房、2016/5/20）

参加作品
- 性戯の見方－インリン・オブ・ジョイトイ写真集（アスペクト、2005年7月6日） ISBN 4757211546

#### 栗戸理花名義
フォトエッセイ
- フシダラな果実（二見書房、2003年8月）撮影：常盤響、ISBN 4576031554

## 映像化された作品
- FUCK ME TENDER

## 出演
- 女の秘蜜 妄想ノススメ（2013年3月 -、エンタメ〜テレ）
- 女の秘蜜 妄想ノススメ 極（2014年 - 2016年3月7日、エンタメ〜テレ）
- I LOVE マッチョMEN（2016年3月16日・23日、エンタメ〜テレ）
- 女の秘蜜 妄想ノススメ 雅（2016年4月4日 - 9月5日、エンタメ〜テレ）
- おしゃべりオジサンと怒れる女（テレビ東京、2018年3月10日）